# Formientu
Formientu (en idioma español Levadura) es una revista de literatura en asturiano, dirigida por Inaciu Galán y González y editada por Xareos!, que nació en octubre de 2006 con el objetivo de "dar voz" a los escritores más jóvenes. Desde entonces ha publicado la obra
de casi un centenar de autores de
menos de treinta años en catorce números. 
Su primer número tuvo una tirada de 500 ejemplares y contó con un total de 26 autores, el segundo, un especial titulado 'La narrativa más moza', salió con motivo de la XXVIII Selmana de les Lletres Asturianes y contó con 19 narradores. El tercer número está fechado en septiembre de 2007 y contó con la participación de 10 autores con textos eróticos. Los autores de Formientu nacieron desde 1977 hasta 1988.

## Autores participantes
El listado de autores aparecidos en Formientu es este:
- Ricardo Candás (Gijón, 1977)
- José Ángel Gayol (Mieres,1977)
- Héctor Pérez Iglesias (Llanera, 1978)
- Jorge Fernández García (Oviedo, 1978)
- Rubén Rey Menéndez (Oviedo, 1979)
- Pablo Rodríguez Alonso (Gijón, 1979)
- Ana Vanessa Gutiérrez (Urbiés, 1980)
- Alejandra Sirvent (Pravia, 1980)
- Elizabeth Felgueroso (Langreo, 1980)
- Henrique Facuriella (Blimea, 1980)
- Pablo X. Suárez (Siero, 1981)
- Iris Díaz Trancho (Gijón, 1981)
- Xabel de Cea Gutiérrez (Llanes, 1982)
- Carlos Suari Rodrigue (Avilés, 1982)
- Iván Cuevas (Gijón, 1982)
- Diego Aldebarán (Gijón, 1982)
- Rubén d'Areñes (Siero, 1983)
- Damián Barreiro (Pontevedra, 1984)
- Ana Gayol (Avilés, 1984)
- Rubén Magadán Cosío (Siero, 1985)
- Sergio G. Camblor (Siero, 1985)
- Inaciu Galán y González (Gijón, 1986)
- Ramiro Ptu (Gijón, 1986)
- Verónica Canel
- Nicolás V. Bardio (Oviedo, 1987)
- Vítor Suárez Piñero (Oviedo, 1988)
- Andrés Astur Treceño García (Oviedo, 1992)

Además de una representación de poetas de zonas de habla asturiana de León y el norte de Extremadura, en las voces de Adrianu Martín (Ponferrada, 1986) e Ismael Carmona (Badajoz, 1986).
La revista está ilustrada también por gente joven como Raquel Prieto (Langreo, 1987), Xurde Comerón (Mieres, 1987) y principalmente Eduardo Portela (San Juan; Puerto Rico, 1982), con la idea de dar a conocer a los nuevos artistas asturianos y su obra.
- Datos: Q3777102